# کوین کابرال
کوین کابرال (انگلیسی: Kévin Cabral؛ زادهٔ ۱۰ ژوئیهٔ ۱۹۹۹) بازیکن فوتبال اهل فرانسه است.
از باشگاه‌هایی که در آن بازی کرده‌است می‌توان به باشگاه فوتبال والنسین اشاره کرد.